# Manuel da Maia
Manuel da Maia (Lisbona, 1677 – Lisbona, 17 settembre 1768) è stato un architetto, ingegnere e archivista portoghese.
Egli è principalmente ricordato per la sua direzione dei lavori di ricostruzione che seguirono il terremoto di Lisbona del 1755, insieme a Eugénio dos Santos e Carlos Mardel.

## Biografia
Egli funse da reggitore dell'Aula de Fortificação, presso l'Accademia di Lisbona d'ingegneria e architettura militare. Qui egli fu insegnante del re Giuseppe I del Portogallo quando questi era ancora Principe del Brasile. Durante questo periodo egli sovrintese anche alle fortificazioni nella provincia (storica) dell'Estremadura dal 1703 al 1704.
Il 12 novembre 1745, Maia divenne Gran Guardiano dell'Archivio nazionale Torre do Tombo, archivio centrale, biblioteca e deposito di opere preziose.
Nel 1747, Maia partecipò alla costruzione del nuovo edificio per l'Ospedale termale della regina Eleonora di Viseu a Caldas da Rainha, realizzando il progetto di Eugénio dos Santos.

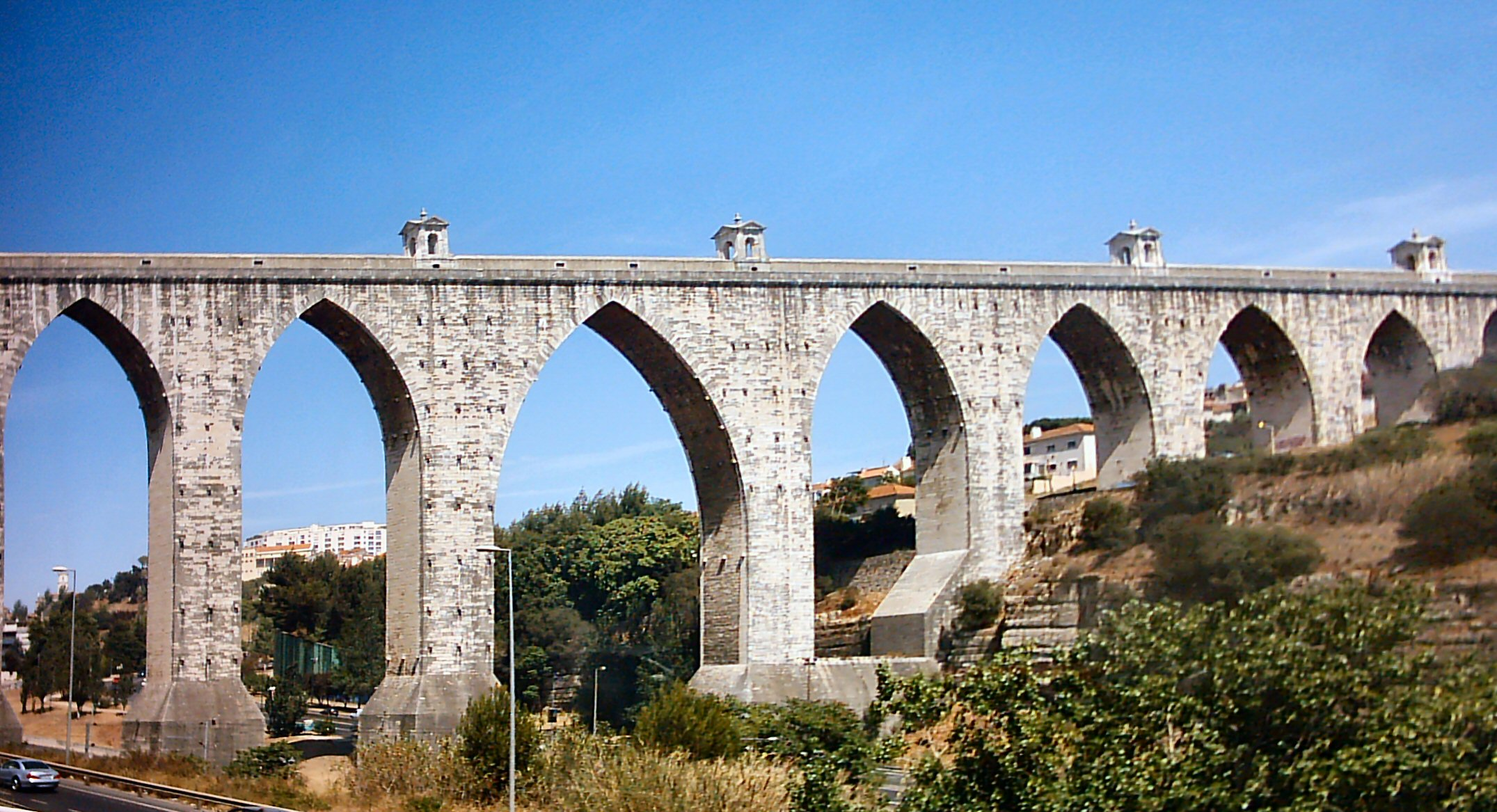
L'Acquedotto delle Acque Libere di Lisbona

Proseguendo nella sua carriera, Maia fu nominato nel 1754 Alto Ingegnere del Regno. A seguito di questa prestigiosa posizione, fu nominato Generale nell'Esercito portoghese e Fidalgo della famiglia reale. In questa carica, egli iniziò la gestione della costruzione dell'Acquedotto delle Acque Libere, un'importante opera pubblica di quei tempi.
A seguito del terremoto che colpì Lisbona nel 1755, distruggendola quasi completamente, Maia assunse la responsabilità di coordinare gli sforzi di ricostruzione della città. I progetti suoi e quelli di Eugénio dos Santo per la ricostruzione del quartiere di Baixa sono considerati come i primi illuminati e razionali progetti urbanistici nella storia moderna dell'Occidente.
Maia fu anche responsabile di preservare i contenuti di Torre do Tombo a seguito del terremoto. All'età di 75 anni, Maia diresse personalmente la squadra di salvaguardia al castello di San Giorgio, dove si trovavano gli archivi, e salvò circa 90 000 reperti accumulatisi tra il 1161 e il 1696. Egli ordinò la costruzione di baracche provvisorie per ricoverare i contenuti degli archivi e fece subito seguito con una richiesta al Primo Ministro del re, Sebastião José de Carvalho e Melo, per poter ottenere una sede definitiva che ospitasse gli archivi, cosa che gli fu concessa con la messa a disposizione del Palazzo di São Bento, oggi sede dell'Assemblea della Repubblica, il Parlamento del Portogallo.

## Riconoscimenti
Manuel da Maia fu membro dell'Accademia reale di storia e cronaca della Casa di Braganza, Cavaliere della Casa Reale (1744) e ricevette l'Ordine del Cristo, con dispensa reale a causa delle sue origini borghesi.